# Етро-92
„Етро-92“ е български отбор по хокей на лед от Велико Търново.

## История
Велико Търново, е един от малкото градове в България, където се е развивал спорта – хокей на лед. През 1992 година се основава отбор по хокей на лед – Етро-92,с пръв треньор Милчо Ненов. Отборът започва да се подвизава в българската лига по хокей на лед. Първия международен мач е срещу румънския тим на „Школа №6“. През 1994-та година „Етро-92“ става републикански шампион по хокей на лед за деца до 14 години. Отборът е бил съставен от вратари: Цветомир Петев и Георги Узунов; първа петица: Детелин Спасов – капитан, Стоян Начев – асистент, Ганчо Маринов, Мартин Костадинов и Калоян Илиев; втора петица: Цветомир Христов, Милен Тодоров, Христо Илиев, Радослав Стоичин и Калоян Петковски и трета петица: Цветан Кисьов, Калоян Николов, Иво Божанов, Марек Кралев и Диян Бакалов.